# Nagroda Pulitzera w dziedzinie historii

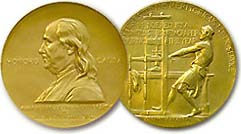
Medal Nagrody Pulitzera

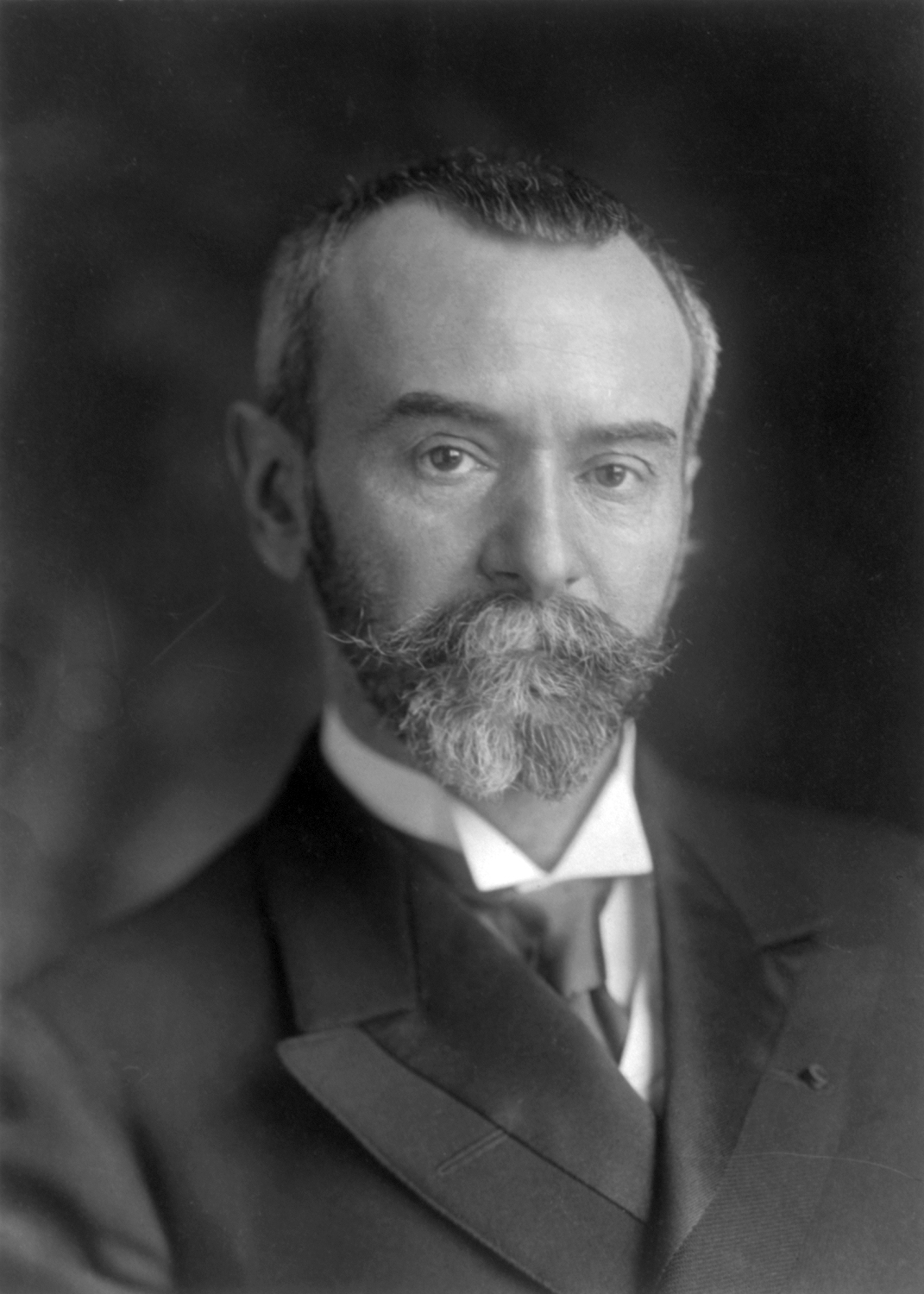
Francuski ambasador w Stanach Zjednoczonych Jean Jules Jusserand, pierwszy laureat Nagrody Pulitzera w dziedzinie historii

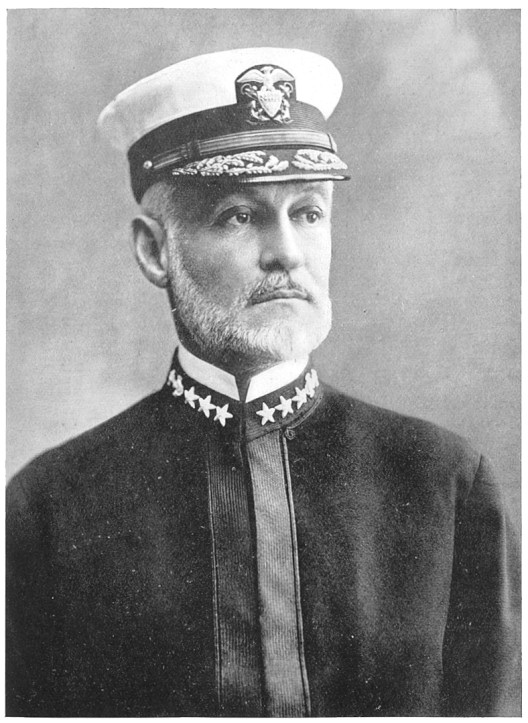
W 1921 roku nagrodzono wspomnienia admirała US Navy Williama Sowdena Simsa

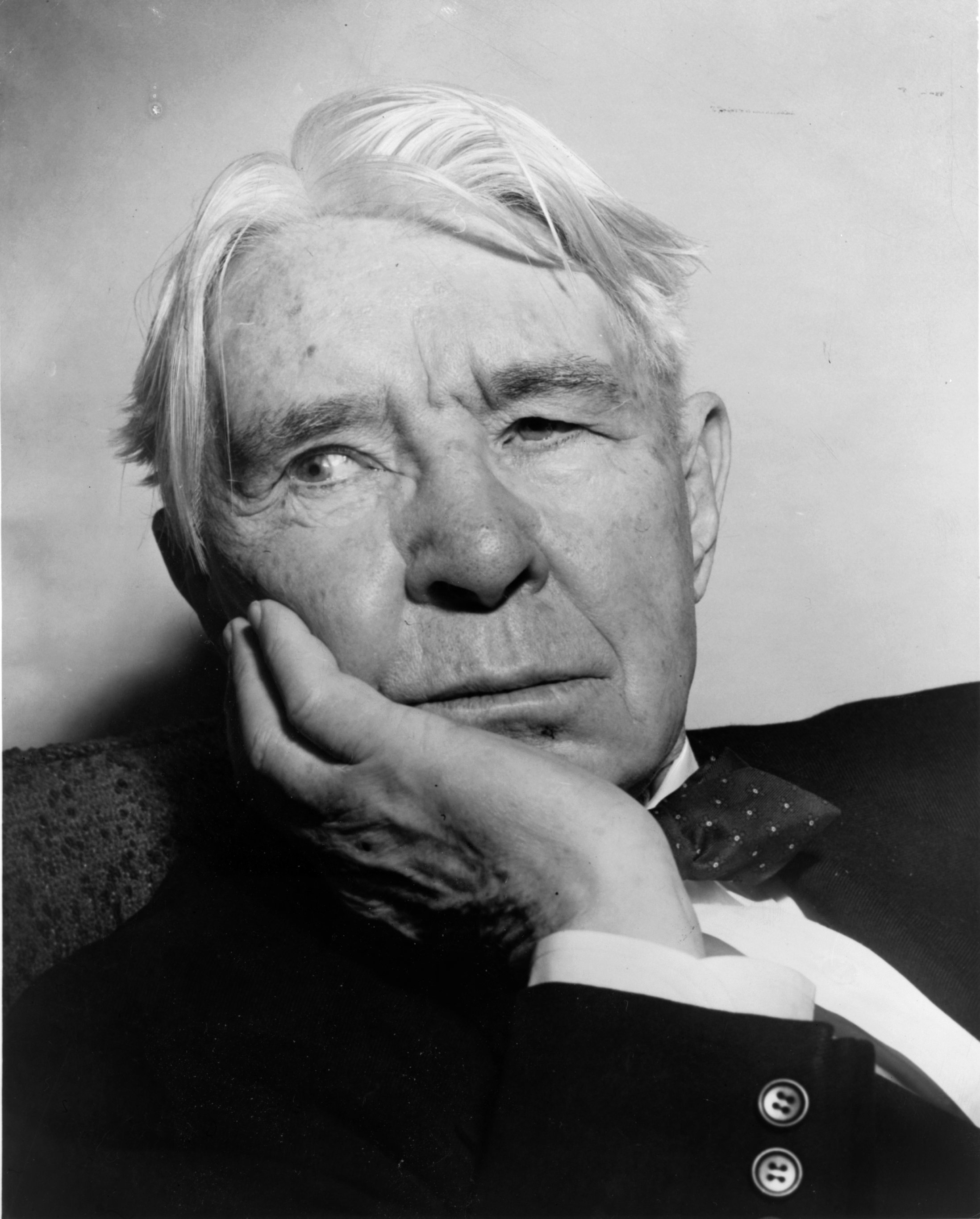
Carl Sandburg był laureatem Nagrody Pulitzera trzykrotnie. Dwa razy był nagradzany za poezję, a raz w kategorii historia za biografię prezydenta Abrahama Lincolna

Nagroda Pulitzera w dziedzinie historii – jedna z kategorii Nagrody Pulitzera, przyznawana za wybitne osiągnięcia w dziedzinie dziejopisarstwa. Jest przyznawana od 1917 roku. Jako pierwszy został nią uhonorowany francuski dyplomata Jean Jules Jusserand.
| Data | Autor                 | Tytuł                                   |
| ---- | --------------------- | --------------------------------------- |
| 1917 | Jean Jules Jusserand  | With Americans of Past and Present Days |
| 1918 | James Ford Rhodes     | A History of the Civil War, 1861–1865   |
| 1919 | Nagrody nie przyznano |                                         |
| 1920 | Justin H. Smith       | The War with Mexico                     |

| Data | Autor                                   | Tytuł                                                            |
| ---- | --------------------------------------- | ---------------------------------------------------------------- |
| 1921 | William Sowden Sims, Burton J. Hendrick | The Victory at Sea                                               |
| 1922 | James Truslow Adams                     | The Founding of New England                                      |
| 1923 | Charles Warren                          | The Supreme Court in United States History                       |
| 1924 | Charles Howard McIlwain                 | The American Revolution: A Constitutional Interpretation         |
| 1925 | Frederic L. Paxson                      | History of the American Frontier                                 |
| 1926 | Edward Channing                         | A History of the United States                                   |
| 1927 | Samuel Flagg Bemis                      | Pinckney's Treaty                                                |
| 1928 | Vernon Louis Parrington                 | Main Currents in American Thought                                |
| 1929 | Fred Albert Shannon                     | The Organization and Administration of the Union Army, 1861–1865 |
| 1930 | Claude H. Van Tyne                      | The War of Independence                                          |

| Data | Autor                  | Tytuł                                                                 |
| ---- | ---------------------- | --------------------------------------------------------------------- |
| 1931 | Bernadotte E. Schmitt  | The Coming of the War, 1914                                           |
| 1932 | John J. Pershing       | My Experiences in the World War                                       |
| 1933 | Frederick J. Turner    | The Significance of Sections in American History.                     |
| 1934 | Herbert Agar           | The People's Choice, from Washington to Harding: A Study in Democracy |
| 1935 | Charles McLean Andrews | The Colonial Period of American History                               |
| 1936 | Andrew C. McLaughlin   | A Constitutional History of the United States                         |
| 1937 | Van Wyck Brooks        | The Flowering of New England, 1815–1865                               |
| 1938 | Paul Herman Buck       | The Road to Reunion, 1865–1900                                        |
| 1939 | Frank Luther Mott      | A History of American Magazines                                       |
| 1940 | Carl Sandburg          | Abraham Lincoln: The War Years                                        |

| Data | Autor                      | Tytuł                                                                                         |
| ---- | -------------------------- | --------------------------------------------------------------------------------------------- |
| 1941 | Marcus Lee Hansen          | The Atlantic Migration,1607–1860: A History of the Continuing Settlement of the United States |
| 1942 | Margaret Leech             | Reveille in Washington, 1860–1865                                                             |
| 1943 | Esther Forbes              | Paul Revere and the World He Lived In                                                         |
| 1944 | Merle Curti                | The Growth of American Thought                                                                |
| 1945 | Stephen Bonsal             | Unfinished Business                                                                           |
| 1946 | Arthur M. Schlesinger, Jr. | The Age of Jackson                                                                            |
| 1947 | James Phinney Baxter III   | Scientists Against Time                                                                       |
| 1948 | Bernard De Voto            | Across the Wide Missouri                                                                      |
| 1949 | Roy Franklin Nichols       | The Disruption of American Democracy                                                          |
| 1950 | Oliver W. Larkin           | Art and Life in America                                                                       |

| Data | Autor                            | Tytuł                                                                              |
| ---- | -------------------------------- | ---------------------------------------------------------------------------------- |
| 1951 | R. Carlyle Buley                 | The Old Northwest: Pioneer Period, 1815–1840                                       |
| 1952 | Oscar Handlin                    | The Uprooted: The Epic Story of the Great Migrations That Made the American People |
| 1953 | George Dangerfield               | The Era of Good Feelings                                                           |
| 1954 | Bruce Catton                     | A Stillness at Appomattox                                                          |
| 1955 | Paul Horgan                      | Great River: The Rio Grande in North American History                              |
| 1956 | Richard Hofstadter               | The Age of Reform: From Bryan to FDR                                               |
| 1957 | George F. Kennan                 | Russia Leaves the War: Soviet-American Relations, 1917–1920                        |
| 1958 | Bray Hammond                     | Banks and Politics in America: From the Revolution to the Civil War                |
| 1959 | Leonard D. White, Jean Schneider | The Republican Era, 1869–1901: A Study in Administrative History                   |
| 1960 | Margaret Leech                   | In the Days of McKinley                                                            |

| Data | Autor                      | Tytuł                                                                                      |
| ---- | -------------------------- | ------------------------------------------------------------------------------------------ |
| 1961 | Herbert Feis               | Between War and Peace: The Potsdam Conference                                              |
| 1962 | Lawrence H. Gipson         | The Triumphant Empire: Thunder-clouds Gather in the West, 1763–1766                        |
| 1963 | Constance McLaughlin Green | Washington: Village and Capital, 1800–1878                                                 |
| 1964 | Sumner Chilton Powell      | Puritan Village: The Formation of a New England Town                                       |
| 1965 | Irwin Unger                | The Greenback Era: A Social and Political History of American Finance, 1865–1879           |
| 1966 | Perry Miller               | The Life of the Mind in America: From the Revolution to the Civil War                      |
| 1967 | William H. Goetzmann       | Exploration and Empire: The Explorer and the Scientist in the Winning of the American West |
| 1968 | Bernard Bailyn             | The Ideological Origins of the American Revolution                                         |
| 1969 | Leonard W. Levy            | Origins of the Fifth Amendment: The Right Against Self-Incrimination                       |
| 1970 | Dean Acheson               | Present at the Creation: My Years in the State Department                                  |

| Data | Autor                                | Tytuł                                                                               |
| ---- | ------------------------------------ | ----------------------------------------------------------------------------------- |
| 1971 | James MacGregor Burns                | Roosevelt: The Soldier of Freedom                                                   |
| 1972 | Carl N. Degler                       | Neither Black nor White: Slavery and Race Relations in Brazil and the United States |
| 1973 | Michael Kammen                       | People of Paradox: An Inquiry Concerning the Origins of American Civilization       |
| 1974 | Daniel J. Boorstin                   | The Americans: The Democratic Experience                                            |
| 1975 | Dumas Malone                         | Jefferson and His Time, 5 vol.                                                      |
| 1976 | Paul Horgan                          | Lamy of Santa Fe: His Life and Times                                                |
| 1977 | David M. Potter, Don E. Fehrenbacher | The Impending Crisis: 1848–1861                                                     |
| 1978 | Alfred D. Chandler, Jr.              | The Visible Hand: The Managerial Revolution in American Business                    |
| 1979 | Don E. Fehrenbacher                  | The Dred Scott Case: Its Significance in American Law and Politics                  |
| 1980 | Leon F. Litwack                      | Been in the Storm So Long: The Aftermath of Slavery                                 |

| Data | Autor                 | Tytuł                                                                                             |
| ---- | --------------------- | ------------------------------------------------------------------------------------------------- |
| 1981 | Lawrence A. Cremin    | American Education: The National Experience, 1783–1876                                            |
| 1982 | C. Vann Woodward      | Mary Chesnut's Civil War                                                                          |
| 1983 | Rhys L. Isaac         | The Transformation of Virginia, 1740–1790                                                         |
| 1984 | Nagrody nie przyznano |                                                                                                   |
| 1985 | Thomas K. McCraw      | Prophets of Regulation: Charles Francis Adams, Louis D. Brandeis, James M. Lundis, Alfred E. Kahn |
| 1986 | Walter A. McDougall   | The Heavens and the Earth: A Political History of the Space Age                                   |
| 1987 | Bernard Bailyn        | Voyagers to the West: A Passage in the Peopling of America on the Eve of the Revolution           |
| 1988 | Robert V. Bruce       | The Launching of Modern American Science, 1846–1876                                               |
| 1989 | James M. McPherson    | Battle Cry of Freedom: The Civil War Era (ex aequo)                                               |
| 1989 | Taylor Branch         | Parting the Waters: America in the King Years, 1954–1963 (ex aequo)                               |
| 1990 | Stanley Karnow        | In Our Image: America's Empire in the Philippines                                                 |

| Data | Autor                          | Tytuł                                                                                           |
| ---- | ------------------------------ | ----------------------------------------------------------------------------------------------- |
| 1991 | Laurel Thatcher Ulrich         | A Midwife's Tale: The Life of Martha Ballard, Based on Her Diary                                |
| 1992 | Mark E. Neely, Jr.             | The Fate of Liberty: Abraham Lincoln and Civil Liberties                                        |
| 1993 | Gordon S. Wood                 | The Radicalism of the American Revolution                                                       |
| 1994 | Nagrody nie przyznano          |                                                                                                 |
| 1995 | Doris Kearns Goodwin           | No Ordinary Time: Franklin and Eleanor Roosevelt: The Home Front in World War II                |
| 1996 | Alan Taylor                    | William Cooper's Town: Power and Persuasion on the Frontier of the Early American Republic      |
| 1997 | Jack N. Rakove                 | Original Meanings: Politics and Ideas in the Making of the Constitution                         |
| 1998 | Edward J. Larson               | Summer for the Gods: The Scopes Trial and America's Continuing Debate over Science and Religion |
| 1999 | Edwin G. Burrows, Mike Wallace | Gotham: A History of New York City to 1898                                                      |
| 2000 | David M. Kennedy               | Freedom from Fear: The American People in Depression and War, 1929–1945                         |

| Data | Autor                        | Tytuł |
| ---- | ---------------------------- | --- |
| 2001 | Joseph J. Ellis              | Founding Brothers: The Revolutionary Generation                                                           |
| 2002 | Louis Menand                 | The Metaphysical Club: A Story of Ideas in America                                                        |
| 2003 | Rick Atkinson                | An Army at Dawn: The War in North Africa, 1942–1943                                                       |
| 2004 | Steven Hahn                  | A Nation Under Our Feet: Black Political Struggles in the Rural South from Slavery to the Great Migration |
| 2005 | David Hackett Fischer        | Washington's Crossing                                                                                     |
| 2006 | David M. Oshinsky            | Polio: An American Story                                                                                  |
| 2007 | Gene Roberts, Hank Klibanoff | The Race Beat: The Press, the Civil Rights Struggle, and the Awakening of a Nation                        |
| 2008 | Daniel Walker Howe           | What Hath God Wrought: The Transformation of America, 1815–1848                                           |
| 2009 | Annette Gordon-Reed          | The Hemingses of Monticello: An American Family                                                           |
| 2010 | Liaquat Ahamed               | Lords of Finance: The Bankers Who Broke the World                                                         |

| Data | Autor                | Tytuł                                                                      |
| ---- | -------------------- | -------------------------------------------------------------------------- |
| 2011 | Eric Foner           | The Fiery Trial: Abraham Lincoln and American Slavery                      |
| 2012 | Manning Marable      | Malcolm X: A Life of Reinvention                                           |
| 2013 | Fredrik Logevall     | Embers of War: The Fall of an Empire and the Making of America's Vietnam   |
| 2014 | Alan Taylor          | The Internal Enemy: Slavery and War in Virginia, 1772–1832                 |
| 2015 | Elizabeth A. Fenn    | Encounters at the Heart of the World: A History of the Mandan People       |
| 2016 | T.J. Stiles          | Custer's Trials: A Life on the Frontier of a New America                   |
| 2017 | Heather Ann Thompson | Krwawy Bunt. Historia Powstania w Amerykańskim Więzieniu Attica            |
| 2018 | Jack E. Davis        | The Gulf: The Making of an American Sea                                    |
| 2019 | David W. Blight      | Frederick Douglass: Prophet of Freedom                                     |
| 2020 | W. Caleb McDaniel    | Sweet Taste of Liberty: A True Story of Slavery and Restitution in America |

| Data | Autor            | Tytuł                                                           |
| ---- | ---------------- | --------------------------------------------------------------- |
| 2021 | Marcia Chatelain | The Golden Arches in Black America                              |
| 2022 | Nicole Eustace   | Covered with Night                                              |
| 2022 | Ada Ferrer       | Cuba: An American History                                       |
| 2023 | Jefferson Cowie  | Freedom's Dominion: A Saga of White Resistance to Federal Power |